# Lingua standard
La lingua standard è la varietà di una lingua considerata più prestigiosa, solitamente per motivi storico-politici.
Come tale, si oppone in primo luogo ai dialetti delle varie lingue locali, ma anche alle varianti regionali di una determinata lingua come ad esempio l'italiano regionale.
Le varietà linguistiche che non corrispondono alla sua norma vengono raccolte sotto il termine di substandard.

## Caratteristiche
Una lingua standard è una lingua non marcata, teoricamente neutra: essa è dotata di una buona stabilità e della capacità di intellettualizzazione (è capace di produrre testi di ogni tipo, dalle varietà più "basse" a quelle più formali): la sua identità si costruisce nell'unificazione delle varie regioni, e al contempo nella distinzione tra altri standard nazionali (ad esempio l'italiano in confronto al francese, tedesco ecc.). È dunque un modello, come quello insegnato in un manuale di grammatica, e un punto di riferimento, e come tale è anche in parte un'astrazione.
Solitamente la standardizzazione di una lingua occorre per motivi storico-politici ed è spesso legata all'esigenza di disporre di una lingua ufficiale non ambigua, ma talvolta un certo grado di standardizzazione di alcune lingue si è raggiunto precocemente per opera di élite letterarie, come accaduto per la lingua italiana nata in ambito letterario sostanzialmente dalla modifica ("emendamento") e normalizzazione del dialetto fiorentino del '300.

## Lo standard in alcune aree linguistiche
Per quanto riguarda la lingua italiana, si considera come standard la lingua che, a partire dal dialetto toscano, è stata epurata da fenomeni che furono considerati come regionalismi perché diffusi soprattutto in quella regione, come la gorgia toscana. Si tratta in sostanza del modello descritto nelle grammatiche. Dal punto di vista fonologico, si tratta dell'italiano appreso nei corsi di dizione; a parte qualche eccezione assoluta, in Italia nessuno ha questa varietà come lingua materna. Si tratta infatti di una pronuncia appresa appositamente per determinati scopi professionali.
Il francese standard parlato in Francia e nelle zone limitrofe è fortemente orientato verso la varietà in uso nella capitale. 
Per quanto riguarda l'inglese parlato in Gran Bretagna, esso è fortemente orientato verso la lingua in uso presso le classi sociali più elevate nell'area londinese.
Una situazione più pluricentrica è invece quella della lingua tedesca, anche se in Germania la pronuncia standard è quella parlata nella regione di Hannover. Sia come sia, alcuni continui linguistici costituiscono un diasistema quando possiedono più di una varietà standard, nate solitamente in diversi contesti sociopolitici. In questo caso alcune varietà linguistiche locali possono essere riguardate come varietà sia dell'una che dell'altra lingua standard (esempio: inglese, spagnolo e francese come lingua ufficiale negli stati di diversi continenti).
Per quanto riguarda la lingua polacca, dopo la Seconda guerra mondiale, in seguito a significativi spostamenti di popolazione e alla riorganizzazione territoriale della Polonia, lo Stato mise in atto un sistema educativo centralizzato. L’introduzione dell’istruzione obbligatoria e la diffusione dei media pubblici favorirono l’unificazione linguistica. Di conseguenza, il polacco standard divenne la norma in tutto il Paese, riducendo fortemente l’uso di varianti regionali e differenze di pronuncia.